# Крихітка
Кри́хітка — український інді-поп-рок гурт, в який увійшли екс-учасники гурту «Крихітка Цахес».

## Історія гурту

### 2007—2010

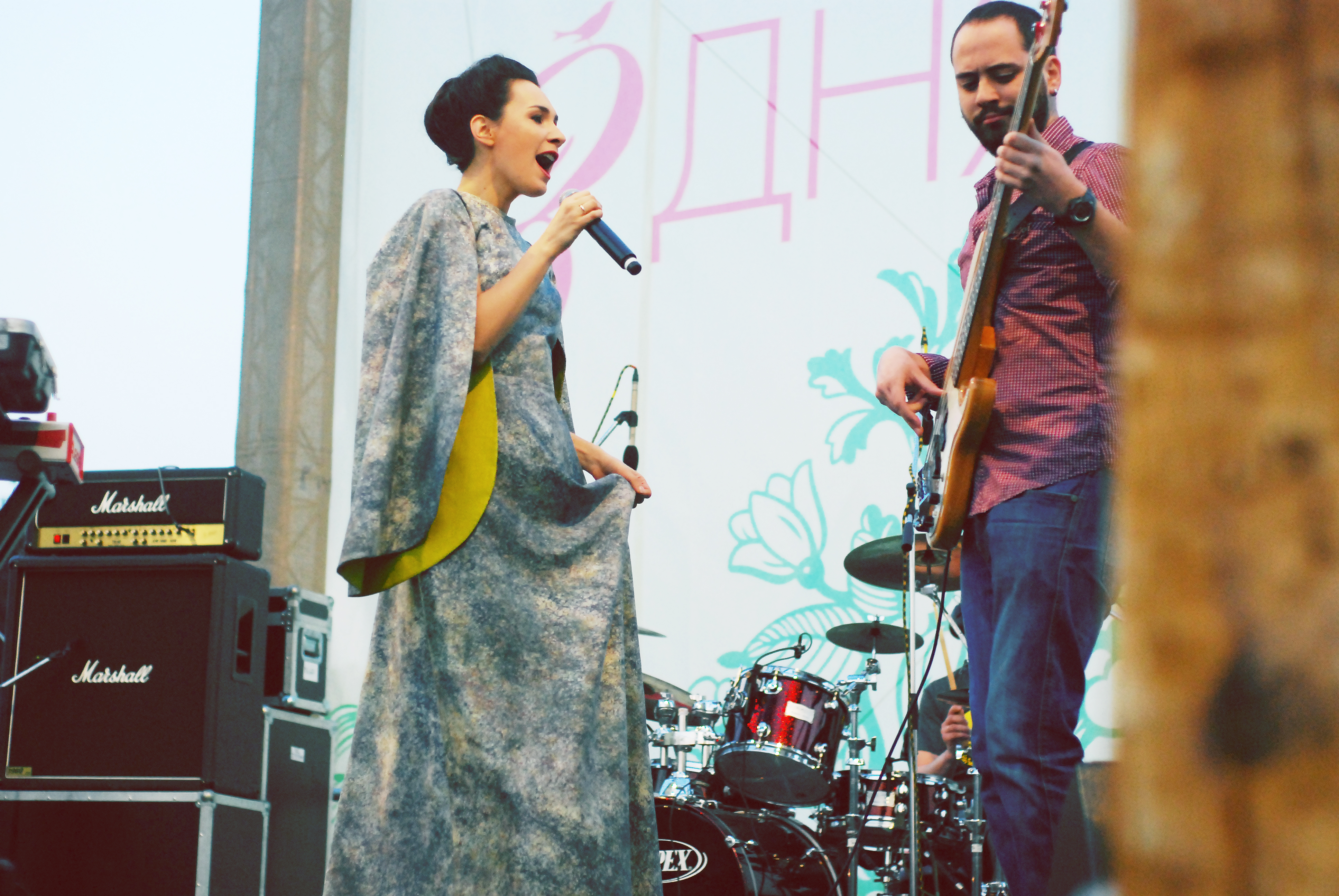
В Ботанічному саду в Києві, 2013

Колектив «Крихітка» створено 2007 року в Києві після розпаду гурту «Крихітка Цахес» внаслідок трагічної смерті гітариста колективу Михайла Гічана (1977—2007) від раку головного мозку. В першому складі гурту «Крихітка» грали Микола Матковський (змінив інструмент з бас-гітари на гітару), місце басиста посів Дмитро (Бас) Мрачковський, що вже грав у складі колективу «КЦ» у 1998—1999 році, у зв'язку з виходом з колективу Євгена (Джека) Матковського, барабанщиком новоутвореного гурту став Олександр Зленко (екс-QG).
2009 — гурт видав сингл «Монета», на який режисери Ігор і Олександр Стеколенки зняли відеокліп [Архівовано 5 квітня 2016 у Wayback Machine.]. Того ж року «Крихітка» на студії Sugar Studio за участі продюсерів Дмитра Шурова, Юрія Хусточки та звукоінженера Іллі Галушко записали альбом «Рецепт», що складається з 13 пісень. Дизайнером обкладинки виступив американський дизайнер чилійського походження Ricardo Villavicencio.
Навесні 2010 року гурт проводить тур містами України на підтримку альбому, а також бере участь у програмі «Майстерклас» клубу «44». У червні 2010 вокалістка гурту втрачає голос і проводить лікування протягом кількох місяців. Гурт скасовує участь у кількох фестивалях. У вересні 2010 «Крихітка» — один з номінантів від України на премію MTV EMA як «Найкращий український артист». Гурт вперше в Україні презентує стерео- і 3D-фотосесію. У листопаді колектив повертається на сцену.
Навесні гурт оголошує на своєму сайті акцію «Привези колектив у своє місто» — місто, у якому є 150 охочих прийти на концерт колективу, саме запрошує гурт за посередництва особистого мейл-голосування на сайті гурту. Перші концерти «Крихітки» на замовлення глядачів відбуваються у Львові, Вінниці, Чернігові, Білій Церкві та Івано-Франківську.

### 2011—2015

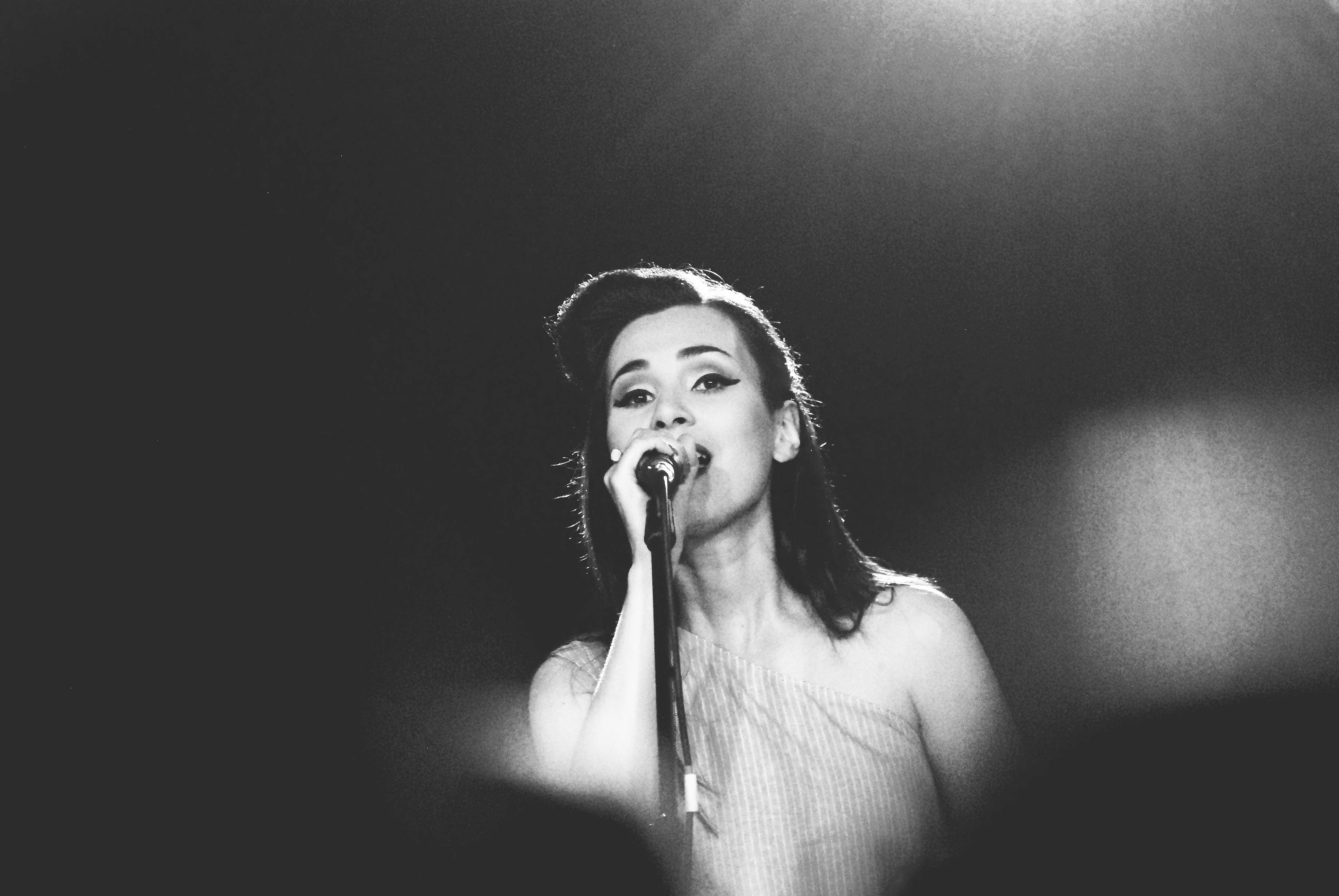
Виступ в клубі «Толстой» (Київ, 2013)

Навесні 2011 року «Крихітка» вперше виконує пісню «Донор» на фестивалі «Трипільське Коло». Влітку 2011 на фестивалі «Захід» гурт вперше виконує пісню «Хлопчик для серцебиття».
Колектив залишає Стас Галан, гурт тимчасово стає дуетом, готує електронну програму і презентує її у клубі «Sullivan Room». Згодом до гурту приєднується Петро Акоп (бас), у вересні колектив залишає Микола Матковський. Місце гітариста займає Олексій Юр'єв.
Влітку 2013 року гурт запропонував своїм прихильникам долучитись до фінансування релізу напряму за допомогою схеми, яку винайшли самі артисти — гурт оголосив вартість запису і попросив слухачів компенсувати її. Після відшкодування витрат на запис колектив викладає музичні твори для вільного розповсюдження в Інтернеті.

### 2020
Вперше після п'ятилітньої паузи гурт випускає новий трек — «Бурштин», що має стати синглом для майбутнього альбому.

### 2024
30 квітня 2024 гурт «Крихітка» випустив пісню «Під весняним дощем» спільно з вокалістом гурту «Хейтспіч» Дмитром Однороженком та поетесою Оленою Герасим`юк. Композицію присвятили пам'яті митців, які загинули внаслідок російського вторгнення в Україну. Одночасно з прем'єрою митці оголосили збір на підсилення ініціативи фонду «Повернись Живим» аби придбати багаторазові FPV дрони для 82 бригади ДШВ ЗСУ 

## Склад

### Учасники
| Псевдонім     | Справжнє ім'я       | Роль                                          | Роки в гурті |
| ------------- | ------------------- | --------------------------------------------- | ------------ |
| Каша Сальцова | Олександра Кольцова | вокал, тексти                                 | з 2007       |
|               | Артур Михайленко    | барабани                                      | з 2015       |
|               | Олексій Юр'єв       | гітара                                        | з 2013       |
|               | Станіслав Галан     | бас                                           | з 2013       |
|               | Дмитро Леонов       | клавіші, фортепіано, программінг, аранжування | з 2015       |

### Колишні учасники
| Псевдонім | Справжнє ім'я       | Роль       | Роки в гурті |
| --------- | ------------------- | ---------- | ------------ |
|           | Петро Акоп          | бас        | 2012—2013    |
|           | Микола Матковський  | гітара     | 2007—2012    |
|           | Гліб Проців         | барабани   | 2014—2015    |
|           | Дмитро Мрачковський | бас-гітара | 2007—2009    |
|           | Олександр Зленко    | барабани   | 2009—2014    |

## Дискографія

### Альбоми
- Рецепт (2009)

#### Трек-ліст
1. Рецепт 4:03
2. Авто 3:48
3. Пульт (feat Louis Franck) 4:25
4. Екземпляр 3:41
5. ВМНК 3:25
6. Плюс один 3:55
7. Бай 4:10
8. Щось на зразок 4:29
9. Хочу почути 4:00
10. Ало-але 3:44
11. Спорт (Давай займемось спортом) 3:44
12. В епіцентрі 4:35
13. Все, що тобі потрібно 4:08

### Сингли
- Донор (2013) — максі-сингл

#### Трек-ліст
1. Донор
2. Пульт
3. Все, що тобі потрібно
4. Може бути
5. Хлопчик для серцебиття

- Може бути (2013)
- Візитівка (2014)
- Без імені (2015)
- Струм (2016)
- Бурштин (2020
- Мегалюбов (2021)
- Ланцюг (2023)
- Під весняним дощем feat хейтспіч (2024)

## Кліпи
- «Монета» [Архівовано 5 квітня 2016 у Wayback Machine.] — реж. Ігор і Олександр Стеколенки
- «Щось на зразок» — реж. Андрій Толошний
- «ВМНК» [Архівовано 26 березня 2016 у Wayback Machine.] — реж. Андрій Толошний
- «В епіцентрі» [Архівовано 4 квітня 2016 у Wayback Machine.] — реж. Л. Кобильчук, режисер монтажу С. Галан
- «Хлопчик для серцебиття» — оператор О. Шкода, режисер монтажу Д. Рибак
- «Без імені» [Архівовано 13 лютого 2017 у Wayback Machine.] — оператор Є. Адаменко, режисери — Леся Патока, Саша Кольцова.